# Cicindela cazieri
Cicindela cazieri este o specie de insecte coleoptere descrisă de Vogt în anul 1949. Cicindela cazieri face parte din genul Cicindela, familia Carabidae. Această specie nu are alte subspecii cunoscute.